# Carmona (Hiszpania)

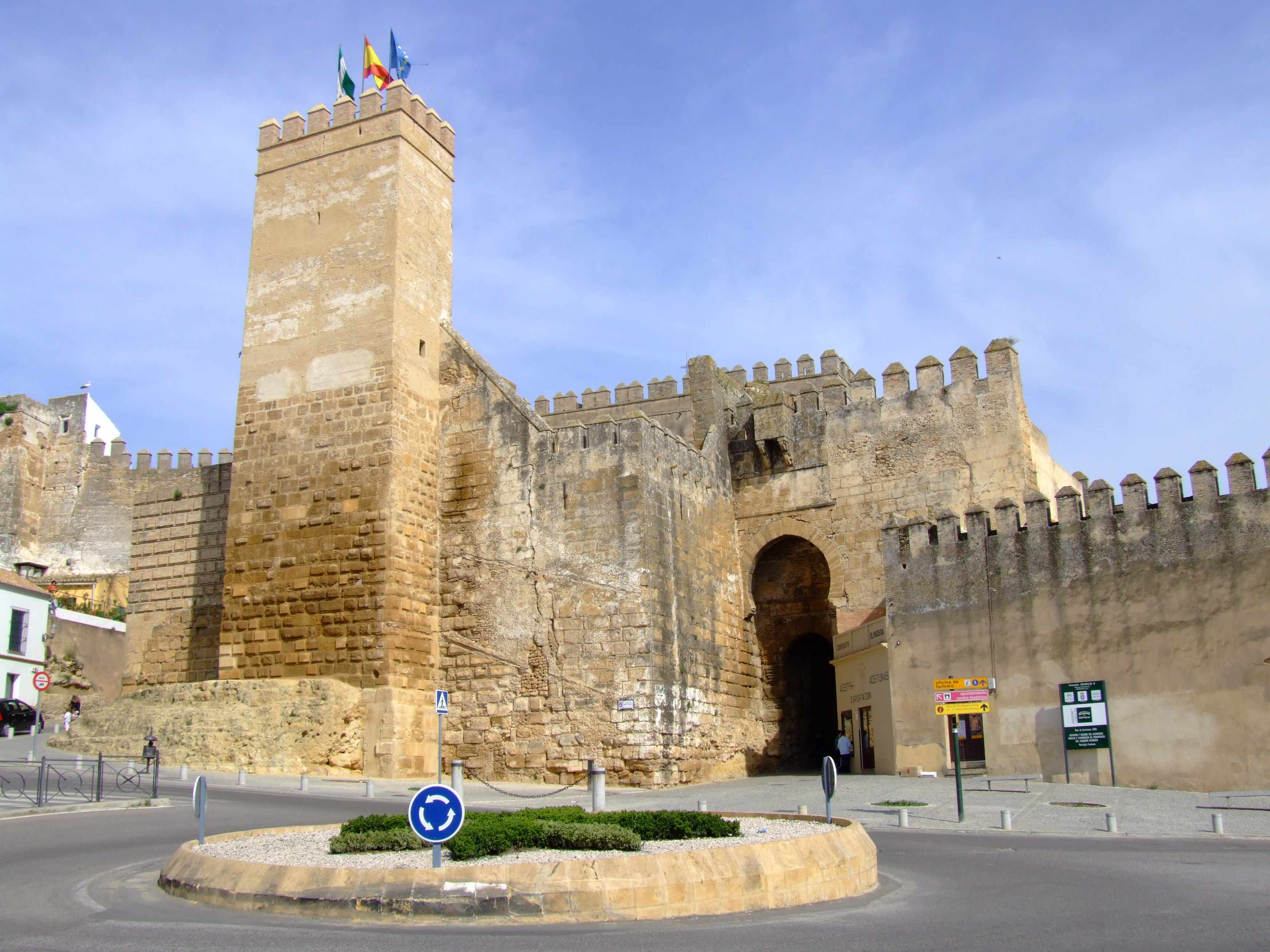
Puerta de Sevilla

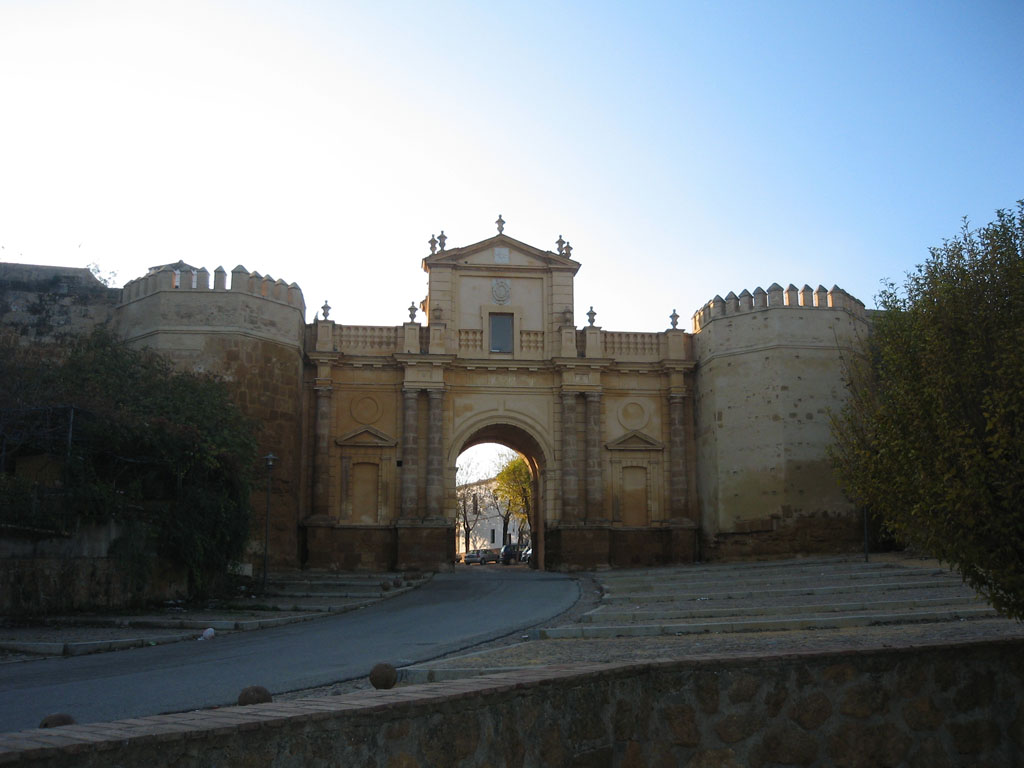
Puerta de Córdoba

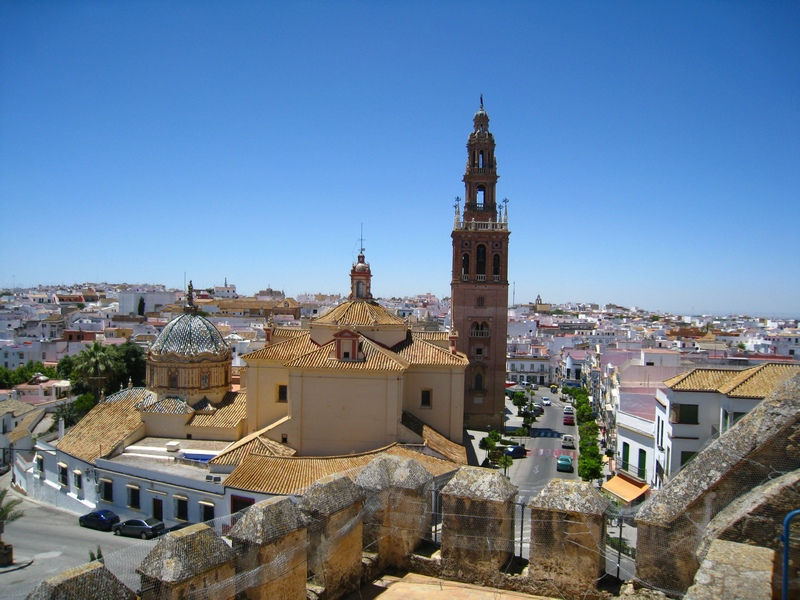
Kościół św. Piotra

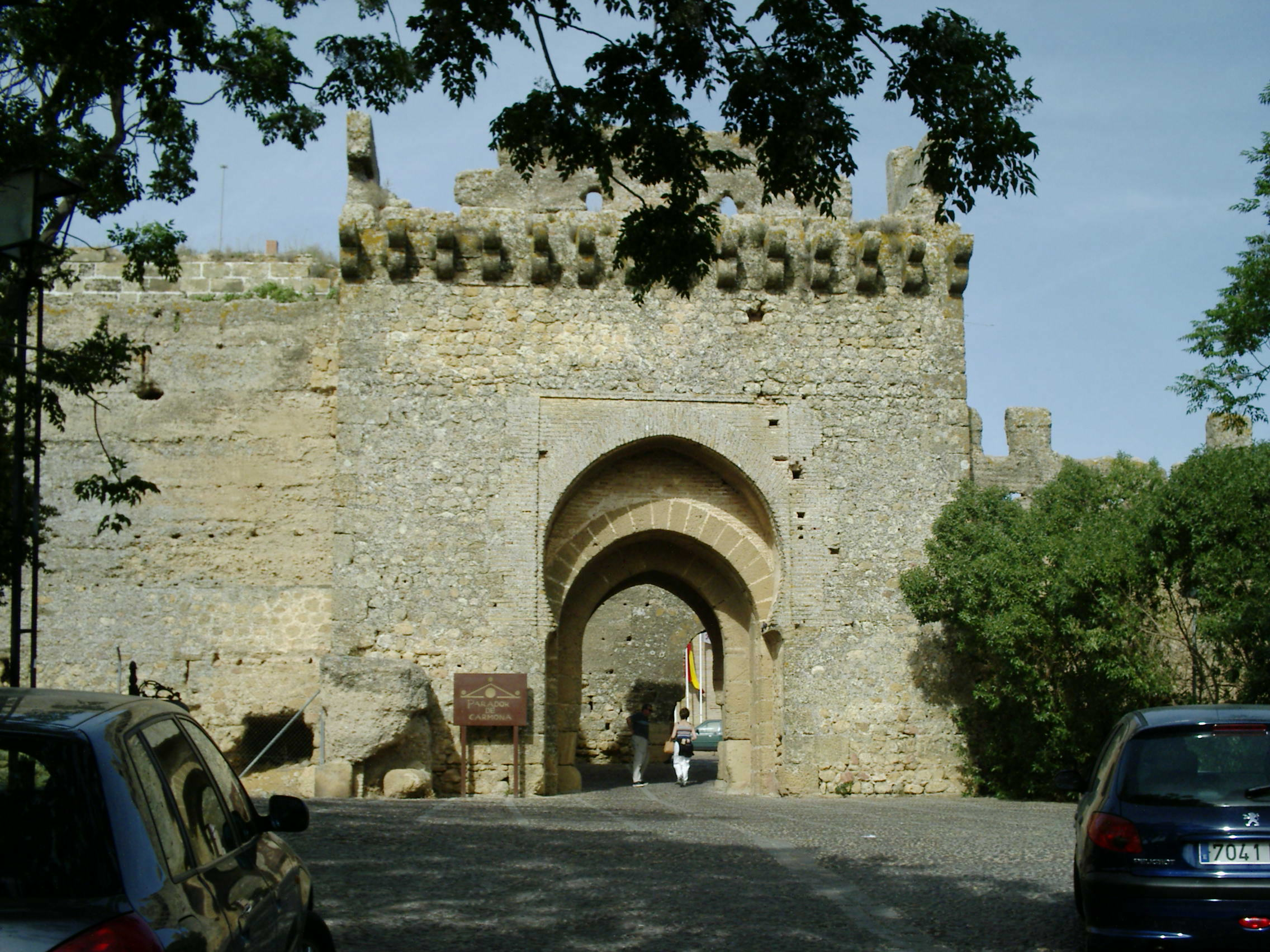
Brama do pałacu Piotra I

Carmona – miasto w prowincji Sewilla, w Andaluzji, w Hiszpanii. Położone na skale na wysokości 240 metrów n.p.m. na urodzajnej równinie Campiña, na południe od gór Sierra Morena, 33 km wschód (ENE) od Sewilli. Liczy około 27 tysięcy mieszkańców. Miasto jest znane z dobrze prosperującego handlu winem, oliwą z oliwek, zbożem i bydłem. W kwietniu odbywają się coroczne targi.

## Klimat
W Carmonie panuje klimat śródziemnomorski ze słoneczną wiosną z niewielkimi opadami deszczu.

## Historia
- I tysiąclecie p.n.e. – ślady osadnictwa Fenicjan, Kartagińczyków
- zdobyta przez Rzymian w trakcie II wojny punickiej – nazwa miasta nadana przez Rzymian to Carmo
- 46 p.n.e. – mieszkańcy miasta wspierają Juliusza Cezara przeciwko Pompejuszowi
- w czasach cesarstwa w prowincji Hispania Baetica
- 712 – zajęta przez wojska arabskie pod wodzą Musy Ibn Nusayra rozwija się jako miasto Karmounah
- Maurowie otoczyli miasto murami i zbudowali w nim pałace
- 1247 – miasto zostaje zdobyte przez Ferdynanda III, króla Kastylii i Leónu, który miał rzec: Sicut Lucifer lucet in Aurora, sic in Wandalia Carmona (Jak Gwiazda Poranna lśni wśród ciemności, tak Carmona lśni w Andaluzji)
- XIV wiek – Piotr I Okrutny buduje pałac – alkazar
- 6 marca 1546 w Carmonie urodził się Jan Grande

## Zabytki
- kościół św. Piotra (hiszp. Iglesia de San Pedro) – trójnawowa bazylika z XV wieku, przebudowana w XVIII wieku w stylu barokowym. W XVIII wieku dobudowano również dzwonnicę na wzór Giraldy z Sewilli. Wewnątrz najcenniejsza jest Capilla Sacramental, położona w południowej części nawy poprzecznej. Została zaprojektowana i ozdobiona dekoracjami przez Ambrosię de Figuroę w stylu tzw. sewilskiego baroku.
- gotycki kościół pw. św. Marii (hiszp. Iglesia de Santa Maria) zbudowany w 1578 roku w miejscu zburzonego w 1424 roku meczetu z czasów Almohadów. Wielokrotnie przebudowywany w pomiędzy XVII a XIX wiekiem. Wewnątrz zwraca uwagę ołtarz główny wykonany w stylu plateresco. Pozostałością po meczecie jest Patio de Naranjos położone przy północnej stronie kościoła
- Brama Sewillska (hiszp. Puerta de Sevilla) – pochodząca z III wieku p.n.e., zbudowana jako część murów obronnych przez Kartagińczyków, przebudowywana przez Rzymian, Maurów oraz chrześcijan.
- Brama Kordobańska (hiszp. Puerta de Cordoba) – zbudowana w czasach panowania rzymskiego, jako część fortyfikacji miasta Carmo. Przebudowywana przez muzułmanów i następnie w 1668 przez Karola II, w XVIII wieku zostaje przekształcona w bramę triumfalną. Ze szczytu wieży roztacza się piękny widok na okolicę
- Pałac Piotra I Okrutnego (hiszp. Alcázar del Rey Pedro) – alkazar zbudowany dla Piotra I Okrutnego, króla Kastylii i Leónu, zniszczony przez trzęsienie ziemi w 1504, obecnie parador
- starożytna rzymska nekropolia składająca się z ponad 900 grobowców datowanych na okres od II wieku p.n.e. do IV wieku n.e.[1]. Część grobowców ozdobiona malowidłami, część posiadająca westybule z kamiennymi ławkami służące do odprawiania styp.
- Ruiny amfiteatru znajdują się naprzeciw nekropoli.